# Izoterma LF
Izoterma LF, czyli izoterma Langmuira-Freundlicha (od nazwisk Irvinga Langmuira i Herberta Freundlicha) opisuje fizyczną adsorpcję adsorpcję zlokalizowaną i odpowiada symetrycznemu quasigaussowskiemu rozkładowi energii adsorpcji. Można ją uważać za szczególny przypadek 4-parametrowej izotermy GL, w której dwa parametry określające kształt funkcji rozkładu są równe {\displaystyle (0<m=n\leqslant 1)}
{\displaystyle \theta ={\frac {({\overline {K}}p)^{n}}{1+({\overline {K}}p)^{n}}},}
gdzie:
{\displaystyle \theta } – pokrycie powierzchni (adsorpcja względna), {\displaystyle \theta =a/a_{m}} ({\displaystyle a} – adsorpcja, {\displaystyle a_{m}} pojemność monowarstwy),
{\displaystyle p} – ciśnienie,
{\displaystyle n} – parametr heterogeniczności {\displaystyle (0<n\leqslant 1),} im mniejszy tym większa szerokość rozkładu energii adsorpcji; dla {\displaystyle n=1} otrzymujemy izotermę Langmuira, dla której funkcja rozkładu może być opisana jako delta Diraca,
{\displaystyle {\overline {K}}} – stała równowagi adsorpcji związana z energią charakterystyczną funkcji rozkładu energii (dla rozkładu symetrycznego energia charakterystyczna jest równa energii średniej)
{\displaystyle {\overline {K}}=K_{o}\exp \left({\frac {\overline {E}}{RT}}\right),}
gdzie:
{\displaystyle K_{o}=\exp \left({\frac {\Delta S}{R}}\right),}
{\displaystyle {\overline {E}}} – średnia energia adsorpcji,
{\displaystyle K_{o}} – tzw. czynnik przedeksponencjalny związany z entropią {\displaystyle \Delta S} procesu adsorpcji,
{\displaystyle R} – uniwersalna stała gazowa,
{\displaystyle T} – temperatura.
Izoterma ta dla niskich ciśnień może być przybliżona za pomocą izotermy Freundlicha, które jest liniowe we współrzędnych logarytmicznych adsorpcji i ciśnienia.
Jeżeli znana jest (np. z niezależnych pomiarów) pojemność monowarstwy dla danego układu, wówczas dane eksperymentalne często przedstawia się we współrzędnych postaci liniowej tego równania:
{\displaystyle \log {\frac {\theta }{1-\theta }}=n\log {\overline {K}}+n\log p.}
Takie przedstawienie nie tylko pozwala łatwo stwierdzić, czy dane są zgodne z modelem (jeśli brak odchyleń systematycznych) i jakie są jego parametry.
Po formalnej zamianie ciśnienia {\displaystyle p} na stężenie {\displaystyle c,} izoterma LF może być wykorzystana do opisu adsorpcji z rozcieńczonego roztworu (np. wodnego roztworu substancji organicznej). Można w niej również uwzględnić oddziaływania boczne specyficzne i niespecyficzne, a także adsorpcję wielowarstwową (zob. adsorpcja).